# Spencer Compton
Spencer Compton (Compton Wynyates, Warwickshire, 1674 – Londen, 2 juli 1743), 1e graaf van Wilmington, was een Brits Whig-politicus en eerste minister van Groot-Brittannië van 1742 tot aan zijn dood in 1743.

## Levensloop
Compton, graaf van Wilmington, werd in 1674 geboren in een aristocratische familie en volgde zijn schoolopleiding achtereenvolgens aan de St Paul's School, de Middle Temple en het Trinity College van Oxford. Hij bleef ongehuwd.
Zijn familie steunde voornamelijk de Tories, maar na een conflict met zijn oudere broer begon Spencer Compton echter de liberale Whigs te steunen. Namens de Whigs zetelde hij van 1698 tot 1710 en van 1713 tot 1728 voor Suffolk in het Lagerhuis.
Compton stond dicht bij Robert Walpole en werd dankzij zijn steun in 1705 voorzitter van het verkiezings- en privilegescomité van het Lagerhuis. Dit deed zijn interesse in parlementaire processen toenemen en hier lagen voornamelijk Comptons talenten. In 1710 was hij betrokken bij de afzetting van de haatdragende Anglicaanse priester Henry Sacheverell, die allerlei complottheorieën verzon. Hetzelfde jaar verloor hij door een conflict met Lord Cornwallis echter zijn zetel in het parlement.
Nadat in 1714 koning George I de Britse troon overnam, hoopte Compton om meer politieke invloed te krijgen. Al snel werd hij benoemd tot penningmeester van het huishouden van de prins van Wales en in 1715 werd hij benoemd tot voorzitter van het Lagerhuis. Deze functie kreeg Compton wegens zijn kennis over parlementaire zaken. 
Zijn goede band met zowel de prins van Wales als met Walpole bracht hem in een moeilijke positie. In 1717 kwam er namelijk een breuk tussen de prins van Wales en zijn vader George I, wat ook voor verdeeldheid binnen de Whigs zorgde.
In die periode voerden Walpole en de hertog van Townshend een groep voorstanders van de prins van Wales aan om oppositie te voeren tegen de Whig-ministers die voorstander waren van de koning, de graaf van Stanhope en de graaf van Sunderland. Deze oppositie kwam er zowel wegens bezorgdheid over de regeringspolitiek als door de steun aan de prins van Wales. Compton zelf, voorstander van de prins van Wales, vond echter dat hij door zijn parlementsvoorzitterschap neutraal moest blijven. In 1720 kwam deze periode echter ten einde nadat Walpole en de hertog van Townshend de zijde kozen van de koning. Compton deed dit niet en bleef de prins van Wales steunen.
In 1722 werd Compton benoemd tot penningsmeester van de marine. De prins van Wales maakte er geen geheim van dat wanneer hij de troon zou bestijgen, hij Walpole als premier zou vervangen door Compton. Na de dood van zijn vader veranderde de prins van Wales, vanaf dan koning George II, echter van mening omdat hij dacht dat Compton het premierschap niet zou aankunnen en besloot Walpole te behouden als premier.
Als compensatie werd Compton in 1728 benoemd tot baron van Wilmington, waardoor hij in het Hogerhuis terecht kwam. Sommigen zeggen dat Compton in de adel verheven werd zodat Walpole een potentiële rivaal minder had in het Lagerhuis. Compton, die ondertussen een hekel had aan Walpole, begon echter contacten te leggen met een aantal belangrijke oppositieleden. Toch bleef Compton ook in de regering zetelen en in 1730 werd hij Lord President of the Council.
In de jaren 1730 bleef Compton nog een tamelijk loyale minister. Eind jaren 1730 begon Walpole echter aan macht te verliezen nadat hij in 1739 de oorlog verklaarde aan Spanje. Hierdoor ijverde hij bij koning George II om de regering te herschikken en in februari 1742 werd Walpole als premier vervangen door Compton. Compton probeerde om een regering van zowel Whigs als Tories te vormen, maar slaagde niet in dit plan door het verzet van koning George II en van de aanhangers van Walpole.
Algauw na zijn aantreden als premier kreeg Compton meer en meer last van gezondheidsproblemen, waardoor zijn regering in feite geleid werd door minister van Buitenlandse Zaken Lord Carteret. Desondanks bleef hij in functie tot aan zijn overlijden in juli 1743, waarna hij opgevolgd werd door Henry Pelham.